# Котельниково (Старосельский сельсовет, Вологодский район)
Котельниково — деревня в Вологодском районе Вологодской области.
Входит в состав Старосельского сельского поселения, с точки зрения административно-территориального деления — в Старосельский сельсовет.
Расстояние по автодороге до районного центра Вологды — 47 км, до центра муниципального образования Стризнево — 6 км. Ближайшие населённые пункты — Дуплино, Сидельниково, Гульево.
По данным переписи в 2002 году постоянного населения не было.